# 아메데오 디 사보이아아오스타 공작 (1943년)
아메데오 디 사보이아아오스타 공작(Amedeo di Savoia-Aosta, 1943년 9월 27일 ~ 2021년 6월 1일)는 사보이아가 출신의 옛 이탈리아 왕국의 왕족이다. 비토리오 에마누엘레 디 사보이아와 같은 항렬이다.